# Halo Original Soundtrack
Halo Original Soundtrack é uma trilha sonora para o jogo eletrônico Halo: Combat Evolved. Composta e produzida por Martin O'Donnell e Michael Salvatori para a Bungie, a trilha sonora foi lançada em 11 de junho de 2002. A maior parte da música de Halo: Combat Evolved está presente no CD, embora algumas músicas tenham sido remixadas por O'Donnell em forma de um medley "mais agradável" para escutar. A primeira peça O'Donnell escreveu, conhecido como "Halo", tornou-se a base para a "assinatura sonora" de Halo, que foi ouvido nos outros jogos da trilogia principal.
A trilha sonora apresenta uma grande variedade de estilos musicais, incluindo o canto, orquestra de cordas e percussão. Após o lançamento, a trilha sonora foi bem recebida pela crítica. Alguns elogiaram a ampla gama de estilos musicais, e a maioria concordou que o jogo não é bastante necessário para desfrutar da trilha sonora. A edição especial da trilha sonora foi lançada em 28 de outubro de 2003, juntamente com um DVD contendo um trailer, a demonstração do filme, e a música em alta qualidade para Halo 2.

## Antecedentes
Como diretor de áudio para a Bungie, Martin O'Donnell ficou encarregado de escrever a música para Halo: Combat Evolved. Ele havia marcado projetos anteriores com a Bungie, incluindo Myth: The Fallen Lords, enquanto trabalhava para a sua empresa de áudio, a TotalAudio, juntamente com Michael Salvatori. O'Donnell estava nervoso em relação ao projeto, dizendo que ele se aproximou, "com medo e trepidação". O'Donnell declarou que suas principais influências foram músicas que ele gostava "um pouco de Samuel Barber encontrando Giorgio Moroder". O diretor de animações da Bungie, Joseph Staten disse a O'Donnell, que "a música deveria dar a sensação de importância, peso e sentido de 'antigo' para o visual de Halo".  Ele projetou a música de modo que "pode ser dissimulado e remisturado, de tal maneira que daria a [ele] múltiplos laços, permutáveis que poderiam ser recombinados aleatoriamente, de modo a manter a peça interessante, bem como um comprimento variável". O desenvolvimento envolveu a criação de "setores médios alternativos que poderiam ser transferidos para o o jogo para tal mudança (ou seja, mais ou menos intenso)".
A primeira peça de música de O'Donnell, "Halo", que se tornaria "o tema de principal para Halo", foi escrito e gravado em três dias. O'Donnell recrutou Salvatori e outros três colegas, ele havia gravado os jingles com Robert Bowker, Jeffrey Morrow, e Rob Trow para produzir os "monges entoando" que abrem a peça. Originalmente, ele tinha a intenção de que os acentos de Qawwali fossem para ser cantados por um dos profissionais, mas depois de cantar um exemplo do que ele queria, os outros sugeriram que fizesse o uso da própria interpretação de O'Donnell em vez disso. O tema estreou durante uma demonstração no 1999 Macworld Conference & Expo de Halo: Combat Evolved.
Os restantes do material foram escritos, gravados e produzidos ao longo de 2001. A música foi escrita com uma variedade de equipamentos, incluindo, "teclados, sintetizadores, samplers e assim como os equipamentos de gravação digital eram controlados por computadores". A instrumentação ao vivo, de membros da Chicago Symphony e Chicago Lyric Opera Orchestra, foram adicionados, quando necessário. A trilha sonora apresenta uma ampla gama de sons, O'Donnell a descreveu como "o canto gregoriano, orquestra de cordas, percussão e apenas um pouco de 'voz de Qawwali'". Trabalhando em estreita colaboração com os designers de níveis, O'Donnell dividiu a música "em pedaços". Com base nestes "pedaços", o mecanismo de áudio de [Halo] poderia reproduzir [a música] novamente dinamicamente de acordo com as ações dos jogadores". Para o lançamento da banda sonora, O'Donnell reorganizou a música de destaque no jogo, a fim de fazer a audição da trilha sonora "mais agradável".
Bungie tinha lançado anteriormente as trilhas sonoras para os seus jogos devido ao diversos pedidos de fãs, mas a Microsoft estava hesitante em comprometer-se a produzir uma trilha sonora para Halo; no momento em que a maioria dos jogos eletrônicos não havia uma trilha sonora lançada comercialmente. A editora finalmente cedeu após pressão de O'Donnell e a solicitação fora do músico Nile Rodgers.